# 馬込町 (船橋市)
馬込町（まごめちょう）は、千葉県船橋市の地名。この記事では関連町名の馬込西（まごめにし）についても記述する。現行行政地名は馬込町が丁目を持たない単独町名、馬込西は馬込西一丁目から馬込西三丁目。郵便番号は馬込町が273-0851、馬込西が273-0855。

## 地理
船橋市北部、鎌ケ谷市との境界付近に位置する。北で鎌ケ谷市東道野辺・南鎌ケ谷、東から南にかけて金杉町、南西で夏見台・旭町、西で上山町と隣接する。
また、馬込町から分離した（後述）馬込西は北で鎌ケ谷市馬込沢と隣接している。

### 地価
住宅地の地価は、2014年（平成26年）1月1日の公示地価によれば、馬込西2-1-18の地点で10万3000円/m2となっている。

## 歴史
2011年1月31日より馬込町北西部の一部区域、東武野田線馬込沢駅周辺部において住居表示を実施。馬込町から分離して新たに馬込西となった。

## 世帯数と人口
2017年（平成29年）11月1日現在の世帯数と人口は以下の通りである。

### 馬込町
| 町丁   | 世帯数    | 人口    |
| ------ | --------- | ------- |
| 馬込町 | 1,154世帯 | 2,937人 |

### 馬込西
| 丁目         | 世帯数    | 人口    |
| ------------ | --------- | ------- |
| 馬込西一丁目 | 62世帯    | 124人   |
| 馬込西二丁目 | 741世帯   | 1,729人 |
| 馬込西三丁目 | 260世帯   | 579人   |
| 計           | 1,063世帯 | 2,432人 |

## 小・中学校の学区
市立小・中学校に通う場合、学区は以下の通りとなる
| 町丁・丁目   | 番地                    | 小学校                                                | 中学校                                                                 |
| ------------ | ----------------------- | ----------------------------------------------------- | ---------------------------------------------------------------------- |
| 馬込町       | 1173番地1 1173番地3～40 | 船橋市立法典東小学校 船橋市立高根小学校 ※どちらか選択 | 船橋市立旭中学校 船橋市立御滝中学校 船橋市立金杉台中学校 ※どちらか選択 |
| 馬込町       | その他                  | 船橋市立法典東小学校                                  | 船橋市立旭中学校                                                       |
| 馬込西一丁目 | 全域                    | 船橋市立法典東小学校                                  | 船橋市立旭中学校                                                       |
| 馬込西二丁目 | 全域                    | 船橋市立法典東小学校                                  | 船橋市立旭中学校                                                       |
| 馬込西三丁目 | 全域                    | 船橋市立法典東小学校                                  | 船橋市立旭中学校                                                       |

## 交通

### 鉄道
最寄駅は東武鉄道野田線の馬込沢駅である。

### 道路
町内を千葉県道8号船橋我孫子線と千葉県道59号市川印西線が通り、町内の北端にあたる馬込交差点で交差する。

## 施設
- 船橋市北消防署
- 馬込町自治会館
- 馬込斎場
- 船橋市馬込霊園
- 大念寺 - 浄土宗の仏教寺院。